# Ghost in the Machine
| Críticas profissionais | Críticas profissionais |
| Avaliações da crítica  | Avaliações da crítica  |
| Fonte                  | Avaliação              |
| ---------------------- | ---------------------- |
| All Music Guide        | link                   |

Ghost in the Machine é o quarto álbum de estúdio, lançado em 1981, da banda britânica The Police.
Nesse lançamento, a banda deixa de lado as influências do reggae para adotar um som mais voltado para o pop rock, com adição de metais em várias faixas do disco. Também são evidenciadas as primeiras tensões internas na banda durante as gravações.

## Faixas
Todas as faixas escritas e compostas por Sting, exceto onde indicado. 
| N.º | Título                                 | Compositor     | Duração |  |
| 1.  | "Spirits in the Material World"        |                | 2:59    |  |
| 2.  | "Every Little Thing She Does Is Magic" |                | 4:22    |  |
| 3.  | "Invisible Sun"                        |                | 3:44    |  |
| 4.  | "Hungry For You"                       |                | 2:53    |  |
| 5.  | "Demolition Man"                       |                | 5:57    |  |
| 6.  | "Too Much Information"                 |                | 3:43    |  |
| 7.  | "Rehumanize Yourself"                  | Sting/Copeland | 3:10    |  |
| 8.  | "One World (Not Three)"                |                | 4:47    |  |
| 9.  | "Omega Man"                            | Summers        | 2:48    |  |
| 10. | "Secret Journey"                       |                | 3:34    |  |
| 11. | "Darkness"                             | Copeland       | 3:14    |  |

## Posição nas paradas musicais
| Parada (1981–82)                      | Melhor posição |
| ------------------------------------- | -------------- |
| Austrália (Kent Music Report)         | 1              |
| Áustria (Ö3 Austria Top 40)           | 11             |
| Países Baixos (Dutch Charts)          | 1              |
| Alemanha (Offizielle Deutsche Charts) | 4              |
| Japão (Oricon)                        | 29             |
| Nova Zelândia (RMNZ)                  | 5              |
| Noruega (VG-lista)                    | 5              |
| Suécia (Sverigetopplistan)            | 6              |
| Reino Unido (Official Albums Chart)   | 1              |
| Estados Unidos (Billboard 200)        | 2              |
| Itália (FIMI)                         | 1              |
| Itália (Hit Parade Italia)            | 1              |

| Parada (1981)                 | Posição |
| ----------------------------- | ------- |
| Austrália (Kent Music Report) | 47      |
| Canadá (RPM)                  | 19      |
| Países Baixos (Album Top 100) | 5       |
| Reino Unido (OCC)             | 5       |

| Parada (1982)                  | Posição |
| ------------------------------ | ------- |
| Austrália (Kent Music Report)  | 63      |
| Canadá (RPM)                   | 42      |
| Países Baixos (Album Top 100)  | 55      |
| Estados Unidos (Billboard 200) | 10      |